# Eremiaphila kheychi
Eremiaphila kheychi är en bönsyrseart som beskrevs av Lefebvre 1835. Eremiaphila kheychi ingår i släktet Eremiaphila och familjen Eremiaphilidae. Inga underarter finns listade i Catalogue of Life.